# بزمجه کلاس راین
بزمجه کلاس راین (به انگلیسی: Rhein-class monitor) یک کلاس از کشتی است که طول آن ۴۹٫۶ متر (۱۶۳ فوت) می‌باشد. این کلاس از کشتی در سال ۱۸۷۲ ساخته شد.